# Flugplatz Bronkow

i7
i11
i13
Der Flugplatz Bronkow (ICAO-Code: EDBQ) ist ein Sonderlandeplatz und ehemaliger Militärflugplatz im Landkreis Oberspreewald-Lausitz in Brandenburg. Der Platz ist für Ballone, Segelflugzeuge, Motorsegler, Ultraleichtflugzeuge, Motorflugzeuge und Helikopter mit einem Höchstabfluggewicht von bis zu 5,7 Tonnen zugelassen. Des Weiteren ist Fallschirmspringen möglich.

## Lage
Der Flugplatz Bronkow liegt in der Gemeinde Luckaitztal im brandenburgischen Landkreis Oberspreewald-Lausitz, rund anderthalb Kilometer westlich von Luckaitz, einem Gemeindeteil des Ortsteils Schöllnitz. Der namensgebende Ort Bronkow liegt rund dreieinhalb Kilometer vom Flugplatz entfernt. Südlich führt die Kreisstraße 6620 am Flugplatz vorbei.

## Geschichte
Der Militärflugplatz Bronkow wurde in den Jahren 1936 und 1937 errichtet. Der ziemlich kreisförmige Platz besaß einen Grundriss von etwa 950 × 900 m. Für circa zweihundert Soldaten wurden Baracken errichtet. Des Weiteren verfügte der Platz über einen Gleisanschluss der Deutschen Reichsbahn nach Altdöbern.
Bis zum Beginn des Zweiten Weltkrieges wurde der Flugplatz von der Schule des Fluganwärterregiments 82 Cottbus als Ausbildungsgelände der Luftwaffe genutzt. Ab Kriegsbeginn 1939 diente er dann unter anderem auch dem Objektschutz der BRABAG in Schwarzheide. Dazu waren hauptsächlich Messerschmitt Bf 108 und Bf 109E hier stationiert. Die 2./Jagdgeschwader 102 bildete in Bronkow vom Mai bis August 1944 Jagdpiloten aus. Gegen Ende des Krieges diente der Platz im März 1945 der II./Transportgeschwader 2 als Nachschubbasis für in Festungen eingeschlossenen Einheiten an der Ostfront. Auch Schlachtflugzeuge vom Typ Focke-Wulf Fw 190 und Junkers Ju 87 sollen stationiert gewesen sein. Bis Kriegsende wurden die Anlagen fast völlig zerstört.
Am 20. April 1945 besetzte die 1. Ukrainische Front der Roten Armee den Platz und stationierte das mit  Iljuschin Il-2 ausgerüstete 155. Gardeschlachtfliegerregiment (eventuell auch das 144. Schlachtfliegerregiment), das noch bis in den Mai hinein in die letzten Kämpfe eingriff. 1947 verließ die Rote Armee den Platz wieder und die Gleisanlagen sowie die Flugzeughallen wurden abgebaut. Danach lag er bis 1955 praktisch brach und nur gelegentlich landete oder startete ein Flugzeug.
Ab 1955 nutzte die Gesellschaft für Sport und Technik den Platz und 1956 wurde der Fliegerclub Bronkow gegründet. Zwischen 1957 und 1960 wurden neue Unterkunfts- und Werkstattgebäude errichtet. Neben der zivilen Nutzung durch die GST wurde der Flugplatz auch von der NVA als Hubschrauberlandeplatz genutzt. Im August 1956 richtete die NVA einen Erdschießplatz im nördlichen Teil des Geländes ein, der bis 1972 in Betrieb war. Seit 2004 betreibt der Fliegerclub Bronkow den Flugplatz.